# Halyzia
Halyzia (лат.) — род божьих коровок из подсемейства Coccinellinae.

## Описание
Жуки оранжевой окраски, длиной 5,8–6,4 мм. Верхнечелюстные щупики со слабо расширенным концевым члеником. Межтазиковый отросток переднегруди отчётливо окаймлён на боках. Боковые края надкрылий вида с Дальнего Востока широко распластаны, особенно в задней части.  

## Систематика
В составе рода:
- Halyzia feae Gorham, 1895
- Halyzia ichiyanagii Kitano, 2019[3]
- Halyzia nepalensis Canepari, 2003
- Halyzia sanscrita Mulsant, 1853
- Halyzia sedecimguttata (Linnaeus, 1758)
- Halyzia straminea (Hope in Gray, 1831)
- Halyzia tschitscherini Semenow, 1895